# Francesco Barbaro (politico)
Francesco Barbaro (Venezia, 1390 – Venezia, 1454) è stato un umanista, politico e diplomatico italiano, al servizio della Repubblica di Venezia.

## Biografia
Figlio di Candiano Barbaro, nobile veneziano, fu avviato dalla famiglia agli studi presso i migliori maestri dell'epoca: Giovanni Conversini, Gasparino Barzizza, Vittorino da Feltre e soprattutto Guarino Veronese.
A soli 21 anni, nel 1411, fu nominato senatore della Repubblica di Venezia e da lì cominciò la sua ascesa politica: governatore di Vicenza nel 1423, di Bergamo nel 1430, di Verona nel 1434. Come governatore di Brescia, dal 1437 al 1440, fu in grado di riconciliare le due fazioni rivali degli Avogadro e dei Martinengo e difese la città dall'assalto dei Milanesi comandati da Niccolò Piccinino. Tornò poi come podestà a Verona nel 1441, e successivamente fu nominato di nuovo governatore: di Padova nel 1445, governatore generale del Friuli nel 1448 e ancora di Padova dal 1450 al 1452. Fece infine ritorno a Venezia come consigliere di stato e procuratore di San Marco.
Come diplomatico, nel 1426, ricoprì l'incarico di ambasciatore veneziano alla corte papale di Martino V e, due anni dopo, rappresentò Venezia al Concilio di Basilea, ma nelle sue sedi di Ferrara e Firenze. Notato, durante il concilio, da Eugenio IV, fu appuntato messo papale presso l'imperatore Sigismondo che a sua volta gli chiese di rappresentarlo alla corte di Boemia. Nel 1443 resse l'ambasciata veneziana a Mantova e poi quella a Ferrara, nel 1444 quella di Milano e nel 1446 ancora Ferrara.

## Opere
I numerosi impegni politici e diplomatici non lo distrassero comunque dall'attività letteraria. Come mecenate si impegnò nella ricerca, collezione e traduzione di manoscritti antichi e protesse numerosi umanisti, a volte incautamente, come nel caso del filosofo bizantino Giorgio di Trebisonda.
A sua firma rimangono:
- De re uxoria un trattato, in latino, sul matrimonio, pubblicato a Parigi nel 1513 da Badius Ascensius sulla base di una trascrizione di André Tiraqueau  e poi ripubblicato nel 1537, nel 1548, nel 1560, ad Amsterdam nel 1639 e ancora nel 1667 tradotto in francese col titolo L'Etat du Marriage. In italiano viene tradotto nel 1548 come Prudentissimi et gravi documenti circa la elettion della moglie dal ferrarese Alberto Lollio, e nel 1778 come La scelta della moglie;
- sua anche una traduzione in latino delle vite di Aristide e Catone il Vecchio di Plutarco;
- alcune sue lettere e discorsi e la storia dell'assedio di Brescia pubblicata per la prima volta in Brescia nel 1728 sotto il titolo di Evangelistae Manelmi Vicentini Commentariorum de Obsidione Brixiae ann. 1438.